# Ogcodes formosus
Ogcodes formosus är en tvåvingeart som först beskrevs av Friedrich Hermann Loew 1873.  Ogcodes formosus ingår i släktet Ogcodes och familjen kulflugor.
Artens utbredningsområde är Iran. Inga underarter finns listade i Catalogue of Life.